# Chaudefonds-sur-Layon
Chaudefonds-sur-Layon är en kommun i departementet Maine-et-Loire i regionen Pays de la Loire i nordvästra Frankrike. Kommunen ligger i kantonen Chalonnes-sur-Loire som tillhör arrondissementet Angers. År 2022 hade Chaudefonds-sur-Layon 941 invånare.

## Befolkningsutveckling
Antalet invånare i kommunen Chaudefonds-sur-Layon
| Referens: INSEE |